# Sexy People (The Fiat Song)
Sexy People (The Fiat Song) – electrohouse'owa piosenka wykonywana przez włoską wokalistkę Ariannę Bergamaschi. Nagrany z gościnnym udziałem amerykańskiego rapera Pitbulla, utwór wydany został jako singel w lutym 2013 roku. W utworze pojawiają się fragmenty pieśni neapolitańskiej „Torna a Surriento”, skomponowanej w 1902 przez Ernesto De Curtisa.
Piosenkę nagrano w celu promocji samochodu Fiat 500. W teledysku do utworu, którego premiera nastąpiła 26 kwietnia 2013, wystąpili Charlie Sheen, Shaggy, Tristan Thompson, Dwayne Bowe i Adrienne Bailon. Klip wyreżyserował Rich Lee. Singel zajął dziewięćdziesiąte piąte miejsce listy Billboard Hot 100 oraz piąte na Hot Dance Club Songs. W regionie walońskim Belgii uplasował się także na 18. pozycji zestawienia Ultratip.

## Lista utworów singla
Digital download
- "Sexy People (The Fiat Song)" – 3:28
- "Sexy People (Italian Version)" – 3:17
- "Sexy People (Spanish Version)" – 3:27